# Qasim Amin
Qasim Amin (Alessandria d'Egitto, 1º dicembre 1863 – Il Cairo, 22 aprile 1908) è stato un giurista, scrittore e intellettuale egiziano; fu uno dei fondatori del movimento nazionalista egiziano, dell'Università del Cairo, tra i propugnatori del riformismo islamico e viene considerato il primo a proporre la questione femminista nel mondo arabo.